# 2002 PE149
2002 PE149 est un objet transneptunien de la famille des cubewanos. 

## Caractéristiques
2002 PE149 mesure environ 211 km de diamètre.